# Pischk (Gemeinde Bruck)
Pischk ist eine Ortschaft und eine Katastralgemeinde der Stadtgemeinde Bruck an der Mur im Bezirk Bruck-Mürzzuschlag in Steiermark.
Pischk befindet sich am Knie der Mur. Zu Pischk gehört auch die Streusiedlung Im Glanzgraben.

## Siedlungsentwicklung
Zum Jahreswechsel 1979/1980 befanden sich in der Katastralgemeinde Pischk insgesamt 70 Bauflächen mit 17.023 m² und 87 Gärten auf 100.302 m², 1989/1990 gab es 82 Bauflächen. 1999/2000 war die Zahl der Bauflächen auf 323 angewachsen und 2009/2010 bestanden 127 Gebäude auf 322 Bauflächen.

## Bodennutzung
Die Katastralgemeinde ist landwirtschaftlich geprägt. 35 Hektar wurden zum Jahreswechsel 1979/1980 landwirtschaftlich genutzt und 20 Hektar waren forstwirtschaftlich geführte Waldflächen. 1999/2000 wurde auf 28 Hektar Landwirtschaft betrieben und 19 Hektar waren als forstwirtschaftlich genutzte Flächen ausgewiesen. Ende 2018 waren 27 Hektar als landwirtschaftliche Flächen genutzt und Forstwirtschaft wurde auf 19 Hektar betrieben. Die durchschnittliche Bodenklimazahl von Pischk beträgt 27,6 (Stand 2010).